# A Portland State Vikings amerikaifutball-csapata
A Portland State Vikings amerikaifutball-csapata a Big Sky Conference tagjaként az NCAA I-es divíziójában képviseli a Portlandi Állami Egyetemet. Vezetőedzőjük Bruce Barnum, hazai létesítményük a Hillsborói Stadion (edzéseiket a Peter W. Stott Sportpályán tartják).

## Konferenciatagságok
- 1947–1949: Független
- 1950–1964: Oregon Collegiate Conference
- 1965–1972: NCAA független
- 1973–1977: NCAA II-es divízió független
- 1978–1980: NCAA I-A divízió független
- 1981: NCAA II-es divízió független
- 1982–1992: Western Football Conference
- 1993–1995: NCAA II-es divízió független
- 1996–: Big Sky Conference

## Vezetőedzők
| Aktív évek | Edző            | Eredmény | Eredmény |
| Aktív évek | Edző            | Pont     | %        |
| ---------- | --------------- | -------- | -------- |
| 1947–1954  | Joe Holland     | 20–42–3  | .331     |
| 1955–1956  | Ralph Davis     | 4–11–1   | .281     |
| 1957–1958  | Les Leggett     | 6–11–0   | .353     |
| 1959–1961  | Hugh Smithwick  | 6–17–2   | .280     |
| 1962       | Tom DeSylvia    | 4–4      | .500     |
| 1963–1967  | Jerry Lyons     | 21–24–1  | .338     |
| 1968–1971  | Don Read        | 20–19    | .513     |
| 1972–1974  | Ron Stratten    | 9–24     | .273     |
| 1975–1980  | Mouse Davis     | 42–24    | .636     |
| 1981–1985  | Don Read        | 19–33–1  | .368     |
| 1986–1992  | Pokey Allen     | 63–26–2  | .703     |
| 1993–2006  | Tim Walsh       | 90–68    | .570     |
| 2007–2009  | Jerry Glanville | 9–24     | .273     |
| 2010–2014  | Nigel Burton    | 21–36    | .368     |
| 2015–      | Bruce Barnum    | 35–56    | .385     |

## Konferenciabajnokságok
| Év                      | Edző                    | Konferencia                  | Eredmény | Eredmény    |
| Év                      | Edző                    | Konferencia                  | Összesen | Konferencia |
| ----------------------- | ----------------------- | ---------------------------- | -------- | ----------- |
| 1963                    | Jerry Lyons             | Oregon Collegiate Conference | 6–2–1    | 5–1         |
| 1964†                   | Jerry Lyons             | Oregon Collegiate Conference | 7–2      | 5–1         |
| 1984                    | Don Read                | Western Football Conference  | 8–3      | 3–0         |
| 1987                    | Pokey Allen             | Western Football Conference  | 11–2–1   | 4–1–1       |
| 1988                    | Pokey Allen             | Western Football Conference  | 11–3–1   | 6–0         |
| 1989                    | Pokey Allen             | Western Football Conference  | 9–4      | 4–1         |
| 1991                    | Pokey Allen             | Western Football Conference  | 11–3     | 5–0         |
| 1992                    | Pokey Allen             | Western Football Conference  | 9–4      | 4–1         |
| Konferenciabajnokságok: | Konferenciabajnokságok: | Konferenciabajnokságok:      | 8        | 8           |

## Rájátszások eredményei

### I-es divízió
| Év   | Kör         | Ellenfél                    | Eredmény |
| ---- | ----------- | --------------------------- | -------- |
| 2000 | Első kör    | Delaware Fightin’ Blue Hens | 14–49    |
| 2015 | Második kör | Northern Iowa Panthers      | 17–29    |

### II-es divízió
| Év   | Kör                                     | Ellenfél                                                                                                  | Eredmény                |
| ---- | --------------------------------------- | --- | ----------------------- |
| 1987 | Negyeddöntő Elődöntő Bajnokság          | Minnesota State Mavericks Northern Michigan Wildcats Troy State Trojans                                   | 27–21 13–7 17–31        |
| 1988 | Első kör Negyeddöntő Elődöntő Bajnokság | Bowie State Bulldogs Jacksonville State Gamecocks Texas A&M–Kingsville Javelinas North Dakota State Bison | 34–17 20–13 35–27 21–35 |
| 1989 | Első kör Negyeddöntő                    | West Chester Golden Rams IUP Crimson Hawks                                                                | 56–50 0–17              |
| 1991 | Első kör Negyeddöntő Elődöntő           | Northern Colorado Bears Minnesota State Mavericks Pittsburg State Gorillas                                | 27–7 37–27 21–53        |
| 1992 | Első kör Negyeddöntő Elődöntő           | UC Davis Aggies Texas A&M–Kingsville Javelinas Pittsburg State Gorillas                                   | 42–28 35–30 38–41       |
| 1993 | Első kör                                | Texas A&M–Kingsville Javelinas                                                                            | 15–50                   |
| 1994 | Első kör Negyeddöntő                    | Angelo State Rams Texas A&M–Kingsville Javelinas                                                          | 29–0 16–21              |
| 1995 | Elődöntő Negyeddöntő                    | Texas A&M–Commerce Lions Texas A&M–Kingsville Javelinas                                                   | 56–35 3–30              |

## Riválisaik

### Eastern Washington Eagles
2010 óta a The Dam Cup keretében az Eastern Washington Eaglesszel több sportágban is versenyeznek.

### Montana Grizzlies
1956 óta a Montana Grizzliesszel a Dot’s Pretzel perecmárkáról elnevezett kupáért játszanak.

### Idaho State Bengals
A Vikings és a Bengals 1965 óta játszik egymással.

## Visszavonultatott mezszámok
- 11 – Neil Lomax, quarterback (1977–1980)[* 2]
- 18 – Peter W. Stott, tanácsadó (2014)[* 3]

## Díjak és kitüntetések

### Országos
- STATS FCS Év edzője: Bruce Barnum (2015)

### Konferencia
- Big Sky Conference Év edzője: Bruce Barnum (2015)

### College Football Hall of Fame
- Neil Lomax (1996)[7]

## Nevezetes játékosok
- Aaron Woods
- Adam Hayward
- Antonio Narcisse
- Clint Didier
- Darick Holmes
- Dave Stief
- DeShawn Shead
- James Hundon
- Jon Shields
- Jordan Senn
- Julius Thomas
- June Jones
- Juston Wood
- Kameron Canaday
- Neil Lomax
- Orshawante Bryant
- Patrick Onwuasor
- Randall Woodfield
- Reggie Jones
- Rich Lewis
- Sammie Burroughs
- Steve Papin
- Ted Popson
- Tony Curtis
- Tracey Eaton

## Fordítás
- Ez a szócikk részben vagy egészben  a   Portland State Vikings football című angol Wikipédia-szócikk ezen változatának fordításán alapul.  Az eredeti cikk szerkesztőit annak laptörténete sorolja fel. Ez a jelzés csupán a megfogalmazás eredetét és a szerzői jogokat jelzi, nem szolgál a cikkben szereplő információk forrásmegjelöléseként.